# 藤原誠 (文部官僚)
藤原 誠（ふじわら まこと、1957年7月23日 - ）は、日本の文部・文科官僚。東京国立博物館長。文部科学事務次官、文部科学省初等中等教育局長、文部科学省大臣官房長などを歴任した。

## 人物・経歴
東京都出身。1976年3月、東京学芸大学附属高等学校卒業。一浪し、東京大学へ入学。1982年 東京大学法学部卒業、文部省入省（文化庁著作権課）。文部科学省大臣官房会計課長、文部科学省大臣官房審議官（初等中等教育局担当）、文部科学省高等教育局私学部長、文部科学省大臣官房長などを歴任。
2016年6月、文部科学省初等中等教育局長に就任。
2017年3月30日、松野博一文部科学大臣は、文部科学省天下り問題をめぐる省内での調査結果の最終報告を発表した。藤原は減給10分の2（4カ月）の懲戒処分を受けた。同年7月4日、文科省は、藤原を初等中等教育局長から降格し、7月11日付で大臣官房長に戻す人事を発表した。
2018年、文部科学事務次官に昇進。「面従腹背やめよう」と、政策転換を呼び掛けた。
2021年、官房長時代に学校法人理事長と会食を複数回行っていたことが判明し、文部科学省で調査が行われた。同年9月、退官。同年12月、リバティヒルズコンサルティング代表社員。
2022年6月、東京国立博物館長に就任。
2023年3月、日本いけばな芸術協会会長に就任。